# Love & Letter
Love & Letter è il primo album in studio della boy band sudcoreana Seventeen, pubblicato nel 2016.

## Tracce
Edizione Standard
1. 엄지척 (Chuck) – 2:58
2. 예쁘다 (Pretty U) – 3:27
3. 이놈의 인기 (Still Lonely (Jun, Hoshi, Wonwoo, Woozi, DK, Vernon, Dino) – 3:26
4. 유행가 (Hit Song) – 3:43
5. Say Yes (DK, Seungkwan) – 3:50
6. 떠내려가 (Drift Away (S.Coups, Jeonghan, Joshua, Mingyu, The8, Seungkwan)) – 3:09
7. 아낀다 (Vocal unit ver.) (Adore U) – 3:44
8. 만.세 (Hiphop unit ver.) (Monday to Saturday) – 3:23
9. Shining Diamond (Performance unit ver.) – 2:30
10. 사랑쪽지 (Love Letter) – 2:58

Repackage 
1. No F.U.N – 3:01
2. 아주 NICE (Very NICE) – 3:12
3. 힐링 (Healing) – 3:23
4. SIMPLE (Woozi Solo) – 3:40
5. 끝이 안보여 (Space) – 3:09
6. 엄지척 (Chuck) – 2:58
7. 예쁘다 (Pretty U) – 3:27
8. 이놈의 인기 (Still Lonely) – 3:26
9. 유행가 (Hit Song) – 3:43
10. Say Yes – 3:50
11. 떠내려가 (Drift Away) – 3:09
12. 아낀다 (Vocal Team Ver.) (Adore U) – 3:44
13. 만.세 (Hiphop Team Ver.) (Mansae) – 3:23
14. Shining Diamond (Performance Team Ver.) – 2:30
15. 사랑쪽지 (Love Letter) – 2:58